# Elabuga

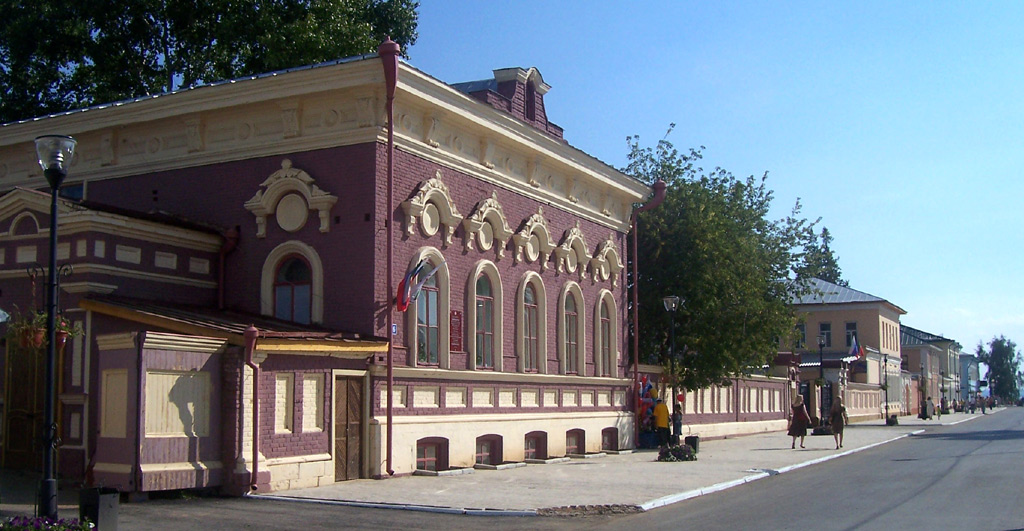
Gassar Markovo

Elabuga, também transliterado como Ielabuga, Jelabuga ou Yelabuga (em russo:  Ела́буга, transl. Elabuga; em tártaro:  Алабуга), também escrita Alabuga, é uma cidade russa do Tartaristão, localizada à margem direita do rio Kama. Sua população é de 71 991 habitantes (2014).

## História

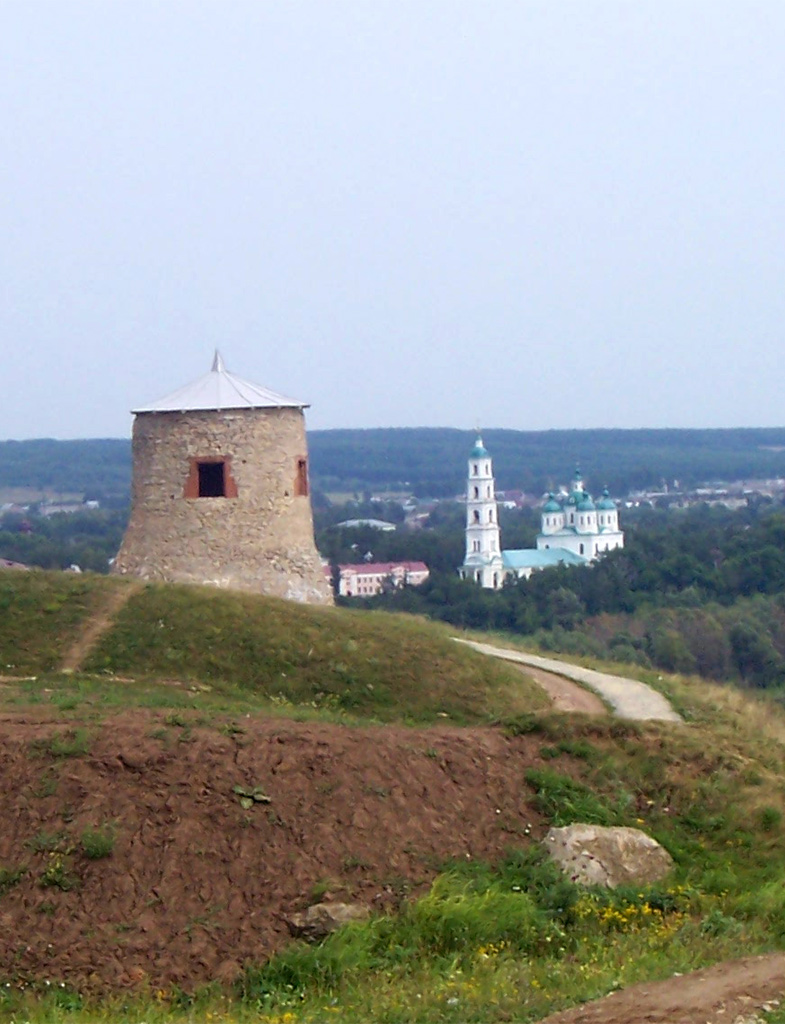
A Torre do "Castelo do Diabo" (Şaytan qalası), único monumento arquitetônico sobrevivente da Bulgária do Volga.

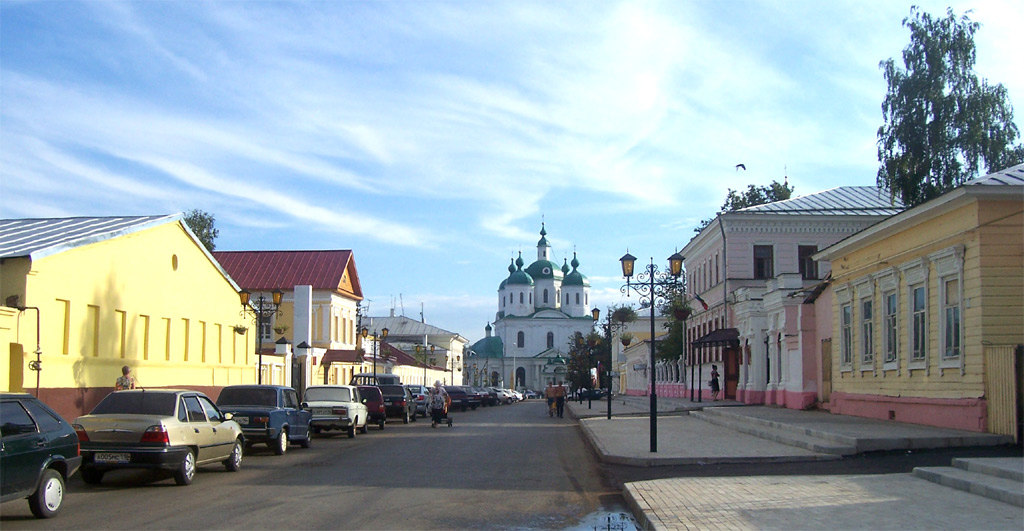
Rua Spasskaya

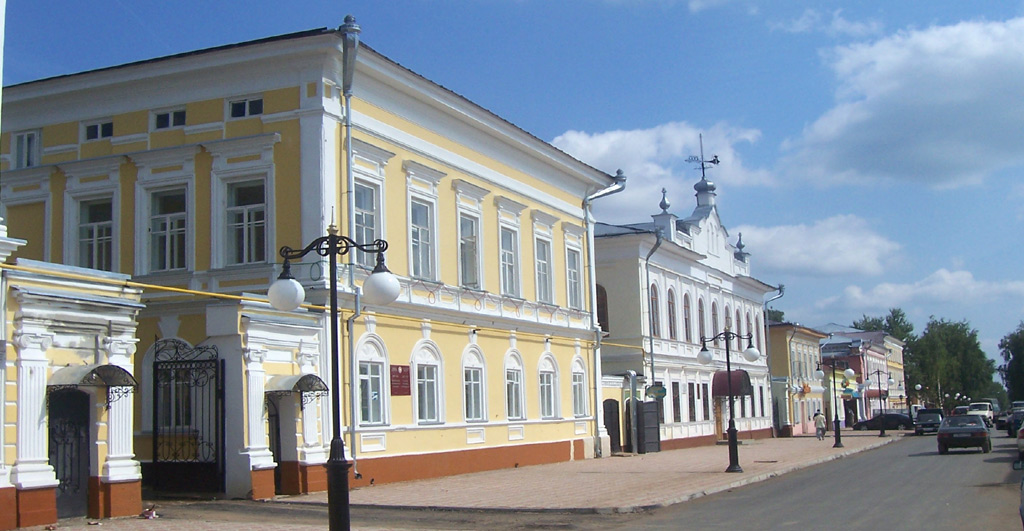
Rua Kazan

Seu povoamento remonta ao século XI, quando um castelo da Bulgária do Volga foi estabelecido. A fortificação foi mais tarde abandonada, e suas ruínas são conhecidas por Şaytan qalası (Castelo de Satã).
Na segunda metade do século XVI, uma vila russa foi fundada no mesmo lugar.

### Cerco de Yelabuga
O cerco da cidade por rebeldes bashkir sob o comando de Kusyum Tyulekeyev. Na primeira quinzena de janeiro de 1708, as principais forças dos rebeldes cruzaram o rio Kama, e o território se tornou o principal teatro de guerra do condado de Kazan, a oeste de Kama. Após o cerco da fortaleza de Zain, 3 000 rebeldes sob o comando de Kusyum Tyulekeyev cercaram Yelabuga.

### Século XX
A cidade é conhecida por ter sido o berço do pintor Ivan Shishkin, e pela indústria petrolífera. 
Em 1930 nasceu ali o ex-diplomata soviético Gennadi Guerasimov, e em 1941 foi o lugar em que cometeu suicídio a poetisa Marina Tsvetaeva; ela se encontra sepultada no cemitério municipal.
Em 1990 uma montadora da General Motors instalou-se na cidade.
Em suas proximidades está localizado o Parque Nacional Nijniaia Kama.

## Cidade-irmã
- Safranbolu, Turquia.

## Esporte
A cidade de Elabuga é a sede do FC Skat-5s Elabuga, que participa do Campeonato Russo de Futebol.